# 米国製パン協会
米国製パン協会（べいこくせいパンきょうかい、American Institute of Baking-AIB）は、1919年に製パン業と食品加工業の技術供与センターとして設立された、アメリカ合衆国の製パン・卸売りおよび小売り業の業界団体（非営利団体）である。現在はAIBインターナショナルが正式名称。本部はカンザス州マンハッタン。
「AIBフードセーフティ」を実施している。これはHACCPを行う前段階として「適正製造基準(GMP)」を重視した食品安全管理システムである。日本では社団法人日本パン技術研究所がライセンス契約を締結している。山崎製パンや不二家で導入されている。